# Japanseide
Japanseide (jap. 紬織, Tsumugiori), auch Japon oder Pongé (紬, tsumugi)  ist ein sehr feines und dichtes Seidengewebe mit Leinenbindung. Es wird beispielsweise für Blusen, Kleider und Lampenschirme verwendet.